# Gaepo-myeon
Gaepo-myeon (koreanska: 개포면) är en socken i kommunen Yecheon-gun i  provinsen Norra Gyeongsang i den centrala delen av Sydkorea, 160 km sydost om huvudstaden Seoul.